# 詭妹
是一部2020年上映的韓國恐怖電影。這是導演孫元平的作品，由宋智孝及金武烈領銜主演，由於發生新冠肺炎疫情的關係，因此韓國的上映時間由原本於2020年3月12日延後至6月4日，台灣上映時間2020年6月5日，香港上映時間2020年7月1日，馬來西亞上映時間2020年7月23日。

## 劇情概要
電影講述一個失蹤了25年的妹妹姜宥真（宋智孝 飾）回到其家人的身邊後，其家人的行為卻開始變得怪異，因此其胞兄姜書振（金武烈 飾）決定追查其所隱藏的祕密，但在過程中發現了一些令人震驚的真相……

## 演員陣容

### 主要人物
- 宋智孝 飾演 姜宥真
- 金武烈 飾演 姜書振

### 其他人物
- 藝秀晶 飾演 允姬
- 崔尚勳 飾演 聖哲
- 朴敏夏 飾演 藝娜
- 許俊碩 飾演 周警官
- 蘇熙靜 飾演 靜林
- 林善宇 飾演 秀貞
- 崔英佑 飾演 永春
- 金承菲 飾演 熙秀
- 李濟延 飾演 範錫
- 李海運 飾演 尚久
- 張星允 飾演 妍珠
- 楊末福 飾演 中年女子
- 申熙哲 飾演 建築公司職員
- 李洪耐 飾演 失蹤的警察
- 裴琉璃 飾演 主播

### 友情出演
- 徐賢宇 飾演 韓博士

## 票房

### 韓國
2020年6月5日韓國電影委員會指出，前一天首映的《詭妹》上映首日吸引了49,578名觀眾。
《詭妹》是自新冠肺炎疫情影響韓國的日常生活以來，首日觀影人數最多的電影。上一部首日票房超過4萬人的電影是在2月19日上映的《抓住救命稻草的野獸們》——該片被廣泛認為是新冠肺炎疫情爆發前在韓國上映的最後一部電影。
《詭妹》以238,417人次高居週末票房榜首，佔總票房的63.3%。

### 馬來西亞
《詭妹》在馬來西亞上映後，連續兩週在GSC影城的周末票房中名列前二。

## 外部連結
- Daum上《詭妹》的資料

- 韩国电影数据库（KMDb）上《詭妹》的資料
- 互联网电影数据库（IMDb）上《詭妹》的资料（英文）